# Mulda/Sa.
Pour les articles homonymes, voir Mulda.
Mulda/Sa. (c.-à.-d. Mulda/Sachsen) est une commune de Saxe (Allemagne), située dans l'arrondissement de Saxe centrale, dans le district de Chemnitz.

## Personnalités liées à la ville
- Johann Friedrich Gauhe (1681-1755), généalogiste mort à Helbigsdorf.